# قطعنامه ۱۰۶۱ شورای امنیت
قطعنامه ۱۰۶۱ شورای امنیت سازمان ملل متحد که در تاریخ ۱۴ ژوئن ۱۹۹۶ تصویب شد، سندی بین‌المللی دربارهٔ بررسی وضعیت در تاجیکستان بر سر امتداد مرز بین تاجیکستان و افغانستان است. این قطعنامه طی نشست ۳۶۷۳ام با ۱۵ رای موافق، ۰ مخالف و ۰ ممتنع تصویب شد. پس از یادآوری همه قطعنامه‌ها در مورد وضعیت تاجیکستان و مرز تاجیکستان و افغانستان، شورای امنیت ماموریت ناظران سازمان ملل متحد در تاجیکستان (UNMOT) را تا ۱۵ دسامبر ۱۹۹۶ تمدید کرد و به تلاش‌ها برای پایان دادن به جنگ داخلی تاجیکستان پرداخت.
نگرانی در مورد وخامت اوضاع در تاجیکستان وجود داشت و شورای امنیت بر لزوم پایبندی طرف‌های ذینفع به توافقات خود تأکید کرد. این وضعیت تنها از طریق ابزارهای سیاسی بین دولت تاجیکستان و اپوزیسیون متحد تاجیک حل خواهد شد و این مسئولیت اصلی آنها بود. در این قطعنامه همچنین بر غیرقابل قبول بودن اقدامات خصمانه در مرز با افغانستان تاکید شده است.
طرفین برای پایان دادن به خصومت‌ها و پایبندی به توافقنامه تهران فراخوانده شدند و به شدت بر تمدید آتش‌بس در جریان مذاکرات بین تاجیکی تاکید کردند. مأموریت ناظران سازمان ملل متحد در تاجیکستان (UNMOT) تا ۱۵ دسامبر ۱۹۹۶ تمدید شد، مشروط بر اینکه توافقنامه تهران و آتش‌بس به قوت خود باقی بماند. نقش سازمان ملل متحد در این کشور در صورتی که چشم‌اندازی برای صلح در دوره ماموریت وجود نداشت، مورد بازنگری قرار می‌گرفت.
هر سه ماه یکبار از دبیرکل درخواست شد تا گزارشی در مورد اجرای توافقنامه تهران و پیشرفت و عملیات UNMOT ارائه دهد. در نهایت، از همه کشورها خواسته شد تا از طریق صندوق داوطلبانه‌ای که در قطعنامه ۹۶۸ (۱۹۹۴) ایجاد شده است، کمک‌های بشردوستانه به تاجیکستان ارائه کنند.